# Les Hermites

Les Hermites este o comună în departamentul Indre-et-Loire, Franța. În 1 ianuarie 2022 avea o populație de 573 de locuitori.